# Хиткоут-Драммонд-Уиллоуби, Джейн, 28-я баронесса Уиллоуби де Эрзби
Нэнси Джейн Мари Хиткоут-Драммонд-Уиллоуби, 28-я баронесса Уиллоуби де Эрзби (англ. Nancy Jane Marie Heathcote-Drummond-Willoughby, 28th Baroness Willoughby de Eresby; род. 1 декабря 1934) — английская аристократка, носительница титула баронессы в собственном праве; член семьи Астор. Она — обладательница 1⁄4 должности лорда великого камергера, которую в настоящее время занимает 7-й барон Каррингтон.

## Биография
Родилась 1 декабря 1934 года. Единственная дочь Джеймса Хиткот-Драммонд-Уиллоуби, 3-го графа Анкастера (1907—1983), и достопочтенной Нэнси Филлис Луизы Астор (1909—1975), дочери Уолдорфа Астора, 2-го виконта Астора (1879—1952). Её младший брат Тимоти Гилберт (родился 19 марта 1936 года), носивший титул учтивости лорд Уиллоуби де Эрзби в качестве наследника графа Анкастера, погиб в море в 1963 году.
Леди Уиллоуби была одной из шести фрейлин на коронации королевы Елизаветы II в 1953 году.
Её отец был третьим и последним графом Анкастером. После его смерти в 1983 году графский титул прервался, но согласно правилам наследования древнего пэрства она сменила его как баронесса Уиллоуби де Эрзби. Она стала шестой женщиной, владевшей баронством, которое отличается суффиксом от баронства Уиллоуби де Брок. Она также унаследовала 75 000 акров земли (300 км²), разделенных между Линкольнширом и Пертширом, и в 2008 году заняла 1572-е место в списке богатейших людей, составляющих годовой отчет the Sunday Times, ссылаясь на её богатство в 48 миллионов фунтов стерлингов. Ежегодный отчет включает в себя постоянно проживающих и не проживающих посетителей, которые, как полагают, находятся в Соединенном Королевстве в начале каждого года. Её отец оставил чистые активы, облагаемые налогом, своим наследникам после его смерти, засвидетельствованной как £1,486,694 (эквивалент £5 миллионов в 2019 году), но, возможно, передал активы до его смерти.
В 1987 году леди Уиллоуби стала покровительницей школы короля Эдуарда VI в Спилсби (ныне Академия короля Эдуарда VI). Она также была заместителем лорд-лейтенанта Линкольншира.
Как и большинство других наследственных пэров, леди Уиллоуби потеряла свое место в Палате лордов в результате Закона о Палате лордов 1999 года. Она не была избрана одним из девяноста наследственных пэров, чтобы занимать место пожизненно. Тем не менее, у неё есть четверть доли в наследственной должности лорда великого камергера, которая несет с собой место в Палате лордов. Это означает, что она является одним из сонаследников поста лорда великого камергера с возможностью получения должности в каждое четвёртое царствование, поскольку в XVIII веке офис был разделен решением Палаты лордов между дочерьми Роберта Берти, 4-го герцога Анкастера и Кестевена (который также был лордом Уиллоуби де Эрзби и маркизом Линдси).
Леди Уиллоуби де Эрзби не замужем и не имеет детей. Это оставляет предполагаемыми сонаследниками пэрства Себастьяна Сент-Мора Миллера (род. 1965), внука её старшей тети, и сэра Джеймса Эйрда, 5-го баронета (род. 1978), внука её младшей тети. Они разделят четверть доли должности лорда великого камергера, оставляя каждому по одной восьмой доли и занимая второе место после маркиза Чамли, который занимает эту должность каждое второе царствование.